# Rite de Braga

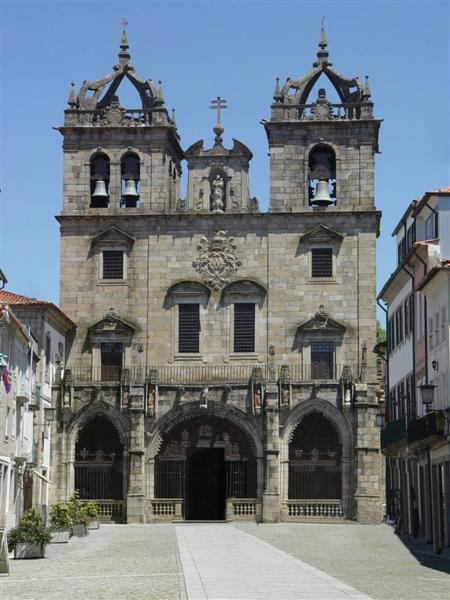
Cathédrale de Braga, Nord du Portugal

Le rite de Braga (en latin : ritus bracarenses) est l'un des rites de célébration de la messe dans le catholicisme latin. Ce rite est en vigueur dans l'archidiocèse de Braga au nord du Portugal. Il est apparenté aux rites mozarabe et romain. Il remonte au VIe siècle, lorsque Braga était la capitale d'un royaume. 
Une particularité du rite de Braga est la récitation de la prière Je vous salue Marie au début de la messe et de l'hymne Sub tuum præsidium en chant d'envoi.
En 1570, le pape Pie V, par la bulle quo Primum, unifie la liturgie latine et impose le rite romain, à l'exception des lieux où le rite a plus de deux cents ans d'âge. Le diocèse de Braga conserve donc son rite. Le rite de Braga a été restauré sous Benoît XV en 1919. Lors de la réforme du rite romain de 1970, le diocèse de Braga choisit de conserver son rite : en conséquence, aussi bien le rite romain que le rite de Braga sont célébrés dans le diocèse.